# Franz Pfeffer von Salomon
Pour les articles homonymes, voir Franz et Pfeffer.
Franz Pfeffer von Salomon, né le 19 février 1888 à Düsseldorf et mort le 12 avril 1968 à Munich en Allemagne, est le premier commandant des Sturmabteilungen (sections d'assaut) connues sous l'acronyme des SA après leur restauration en 1925 suivant leur abolition temporaire en 1923 à cause de la tentative échouée du putsch de la Brasserie.
Pfeffer von Salomon est un membre des Corps francs et un officier vétéran de la Première Guerre mondiale. Il est connu pour avoir organisé un mouvement de résistance afin de stopper l'occupation française de la Ruhr. Il est Gauleiter de Haute-Bavière. D'ailleurs, Heinrich Himmler a déjà été son secrétaire. Adolf Hitler fait de Salomon le commandant des SA après que celui-ci lui eut prêté serment pour affirmer sa loyauté inconditionnelle après la conférence de Bamberg en 1926.
Il est congédié en 1930 à la suite de désaccords avec Hitler sur le rôle des SA ainsi qu'à son incapacité a arrêter Walter Stennes, futur commandant des SA, d'occuper brièvement les bureaux du Parti nazi à Berlin. Après le renvoi de Salomon, Hitler assure lui-même le commandement suprême des SA. Par la suite, Ernst Röhm est rappelé de Bolivie en décembre 1930 par Hitler, d'où il revient en janvier 1931 pour devenir chef d'état-major des SA.
Pfeffer von Salomon est ensuite député  nazi au Reichstag, membre de la chancellerie privée de Hitler, mais après la fuite de Rudolf Hess il tombe en disgrâce.